# 最後的獵人
最後的獵人（Le Dernier Trappeur）是一部由演員諾曼溫德（Norman Winther）、梅盧（May Loo）所主演，尼可拉斯·凡尼爾（Nicolas Vanier）導演所拍攝的紀錄電影，於2004年上映。故事背景位于加拿大育空地区。

## 故事大綱
早期所定義的獵人在現今已不復存在，而最後一位仍然堅守獵人精神與哲學者，諾曼，依舊與自然奮戰著。諾曼不需仰賴社會提供的物資，他的生活必需品一切來自大自然。多年前諾曼因為誘捕獵物賺了一筆錢，他添購了一臺雪地自行車，但他始終受不了雪地自行車的吵雜且無法耐於極寒，而不幸的在一場暴風雪中雪地自行車故障於高原上，諾曼使勁的往樹林走去免於了凍死的命運。而沒去找回雪地自行車的諾曼卻回去找回了他的哈士奇獵犬們，他始終捨不得離開忠心且不會故障的獵犬們。大地如果失去了動物、植物、河流、風，就一無所有。在狩獵時，諾曼會長時觀察獵物，嘗試理解獵物對於周遭環境的認知，此舉為印第安人所謂動物的周圍世界。「大多數人無法理解這一點，好比白人並不會循著各種動物的認知來分析空間。他們只會應付一種環境，人類的環境。」釐清這點，嘗試感受大地的氣息，即是諾曼如何不依賴現代化的生活，成為最後的獵人。